# K2 Network
K2 Network是美國加利福尼亞州的一間使用免費增值的大型多人線上遊戲發行商。在2012年7月5日與Reloaded Production合併。

## 遊戲
- 聯合警戒Online
- Global MU Online
- Sword of the World
- Knight Online
- 全面通緝